# Sovljak (Ub)
Pour les articles homonymes, voir Sovljak.
Sovljak (en serbe cyrillique : Совљак) est une localité de Serbie située dans la municipalité d’Ub, district de Kolubara. Au recensement de 2011, elle comptait 1 819 habitants.
Sovljak est officiellement classé parmi les villages de Serbie.

## Démographie

### Évolution historique de la population
| 1948  | 1953  | 1961  | 1971  | 1981  | 1991  | 2002  | 2011  |
| ----- | ----- | ----- | ----- | ----- | ----- | ----- | ----- |
| 1 901 | 2 013 | 2 084 | 2 015 | 1 954 | 2 046 | 1 933 | 1 819 |

|  |